# Archboldomys
Az Archboldomys az emlősök (Mammalia) osztályának a rágcsálók (Rodentia) rendjébe, ezen belül az egérfélék (Muridae) családjába tartozó nem.

## Rendszerezés
A nembe az alábbi 2 faj tartozik:
- Archbold-patkány (Archboldomys luzonensis) Musser, 1982 - típusfaj
- Archboldomys maximus Balete et al., 2012